# Nationale Taurische Wernadskyj-Universität
Die Nationale Taurische Wernadskyj-Universität (ukrainisch Таврійський національний університет імені В.І. Вернадського (ТНУ); russisch Таврический национальный университет им. В. И. Вернадского) ist eine Hochschule in Simferopol auf der Halbinsel Krim (ehemals im Gouvernement Taurien).
Die Hochschule wurde 1918 als Taurische Nationale Universität auf der Krim als gegründet. 1921 erfolgte eine Umbenennung nach Michail Wassiljewitsch Frunse, einem Heerführer während des russischen Bürgerkrieges, ab 1972 als Staatliche M. W. Frunse-Universität Simferopol, seit 1999 in der heutigen Bezeichnung nach dem Namensgeber Wladimir Iwanowitsch Wernadski (ukrainisch Wernadskyj), dem ersten Rektor. Von 1999 bis 2014 war Mykola Bahrow Rektor der Universität. Die Universität hat 16 Fakultäten, über 60 Lehrstühle und 20 wissenschaftliche Institute.

## Bekannte Professoren
- Nikolai Andrussow (1861–1924), Geowissenschaftler
- Wladimir Wernadski (1863–1945), Geowissenschaftler
- Wladimir Obrutschew (1863–1956), Geowissenschaftler und Schriftsteller
- Alexander Baikow (1870–1946), Metallurg und Chemiker
- Abram Joffe (1880–1960), Physiker
- Igor Tamm (1895–1971), Physiker und Nobelpreisträger
- Ella Issaakowna Solomonik (1917–2005), Althistorikerin